# Crni Lug (Klina)
Pour les articles homonymes, voir Crni Lug.
Carrallukë en albanais et Crni Lug en serbe latin (en serbe cyrillique : Црни Луг) est une localité du Kosovo située dans la commune/municipalité de Klinë/Klina et dans le district de Pejë/Peć. Selon le recensement kosovar de 2011, elle compte 2 226 habitants, tous albanais.
Selon le découpage administratif du Kosovo, la localité fait partie de la commune/municipalité de Malishevë/Mališevo, dans le district de Prizren.

## Démographie

### Évolution historique de la population dans la localité
| 1948 | 1953 | 1961 | 1971  | 1981  | 1991  | 2011  |
| ---- | ---- | ---- | ----- | ----- | ----- | ----- |
| 601  | 636  | 769  | 1 111 | 1 541 | 2 049 | 2 226 |

|  |